# Uggerudstjärnet
Uggerudstjärnet, äldre benämning Västra Bergtjärn, är en sjö i Kils kommun i Värmland och ingår i Göta älvs huvudavrinningsområde. Sjön har en area på 0,142 kvadratkilometer och ligger 104,6 meter över havet. Sjön avvattnas av vattendraget Lerbodaälven.

## Delavrinningsområde
Uggerudstjärnet ingår i det delavrinningsområde (660768-134860) som SMHI kallar för Vid mätstation Kvarntorp. Medelhöjden är 124 meter över havet och ytan är 10,9 kvadratkilometer. Det finns inga avrinningsområden uppströms utan avrinningsområdet är högsta punkten. Lerbodaälven som avvattnar avrinningsområdet har biflödesordning 4, vilket innebär att vattnet flödar genom totalt 4 vattendrag innan det når havet efter 324 kilometer. Avrinningsområdet består mestadels av skog (72 procent). Avrinningsområdet har 0,68 kvadratkilometer vattenytor vilket ger det en sjöprocent på 6,2 procent.